# José Martínez de Mazas
José Martínez de las Mazas (Liérganes, 1732 - Jaén, 1805) fue un historiador y clérigo ilustrado, conocido como "El deán Mazas".

## Biografía
Sacerdote católico, se trasladó a Jaén donde realizó una labor muy activa en su diócesis. Fungió como canónigo penitenciario, deán del cabildo, nombrado en 1790, y gobernador de la diócesis. Fue el fundador en 1786 de la Real Sociedad Económica de Amigos del País de la Ciudad y Reino de Jaén. Buena parte de sus trabajos historiográficos han permanecido inéditos. En su obra de investigación, trató de divulgar el pasado de las ciudades donde residió, así como la situación eclesiástica. Sobre Mazas, Manuel Muñoz y Garnica escribió en 1857 Vida y escritos de José Martínez de Mazas.

## Obras
- Retrato natural de la ciudad y término de Jaén (1794)
- Descripción del sitio y ruinas de Cástulo y noticias de esta antigua ciudad en el Reino de Jaén.- Sin haberse publicado, se conserva el escrito en la Real Academia de la Historia de Madrid
- Memorial al ilustrísimo y muy venerable estado eclesiástico del obispado de Jaén sobre el indebido culto que se da a muchos santos no canonizados.- Asimismo, no ha sido publicada
- Memorias antiguas y modernas de la iglesia y obispado de Santander (1763); en formato de memorial, en el que el autor se dirige a Fernando VI solicitándole la conversión de la ciudad en sede de obispado  se encuentra en la biblioteca del obispado de Santander. Tampoco ha sido editada. Esta obra era la primera de la lista de publicaciones efectuada por Marcelino Menéndez Pelayo para la proyectada y no realizada Sociedad de Bibliófilos Montañeses.